# 大堤権現塚古墳
大堤権現塚古墳（おおつつみごんげんづかこふん）は、千葉県山武市松尾町大堤にある古墳。千葉県の史跡に指定されている。

## 概要
本古墳は前方部を南側に向け後円部を北側に向けた墳丘長115メートルの前方後円墳である。前方部最大幅53メートル、くびれ幅約47メートル、後円部径60メートルの規模を持ち、墳丘の高さは前方部約10メートル、後円部は約12メートルで、前方部と後円部の比高差は2メートルほどある。墳丘の周りを盾形に巡る三重の周溝を持ち、周溝を含めた規模は全長174メートルで、前方部側最大幅104メートル、後円部側最大幅113メートルを測る。
出土遺物には、頭椎大刀、圭頭大刀、刀身、金銅製刀子鞘片、多数の鉄鏃、金銅製の耳環、水晶製切子玉、ヒスイ製の勾玉、多数のガラス玉・小玉があった。
本古墳で注目すべきは、前室・奥室を設けた複室構造を持ち、奥室の北側北壁に接して石棺を設けた特異な横穴式石室である。後円部墳頂から南東側に設けられ開口部を南に向けた埋葬施設の全長は約9メートル、奥室の奥壁には朱が塗られていた（現状は崩落していて確認できない）。大型の古墳にもかかわらず埴輪を持たず、終末期の前方後円墳とされ、前方部方向が南方向に位置することなども特徴的である。
また三重に巡る周溝は例が少なく、現在確認されているのは本古墳を含め8例のみである。他の7例はいずれも5世紀～6世紀の大型古墳であるが、本古墳は6世紀末～7世紀初頭の築造とされ大型の古墳が造られなくなった時期でもあり、この時期のものとしては日本最大である。

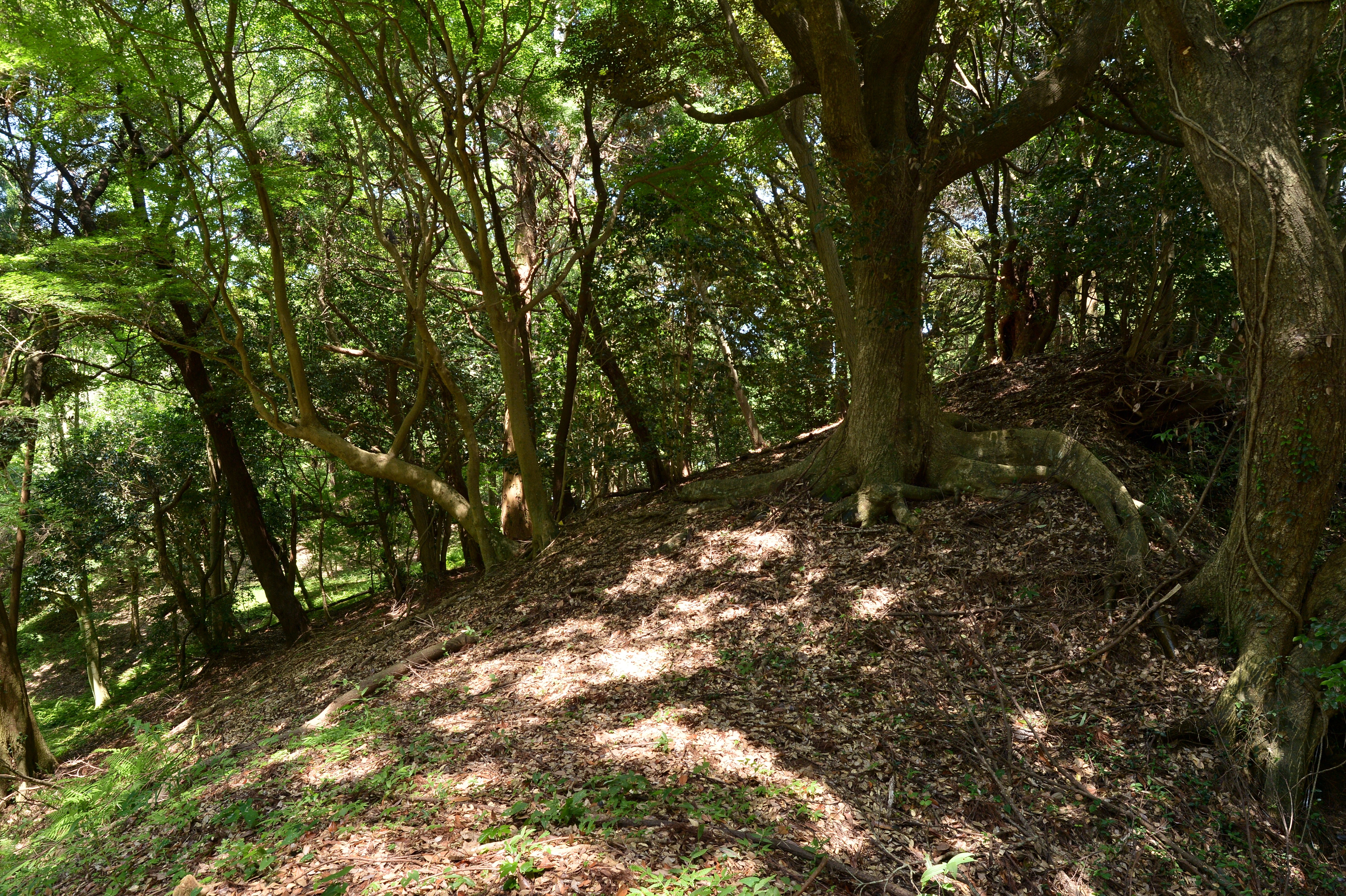
前方部の墳丘
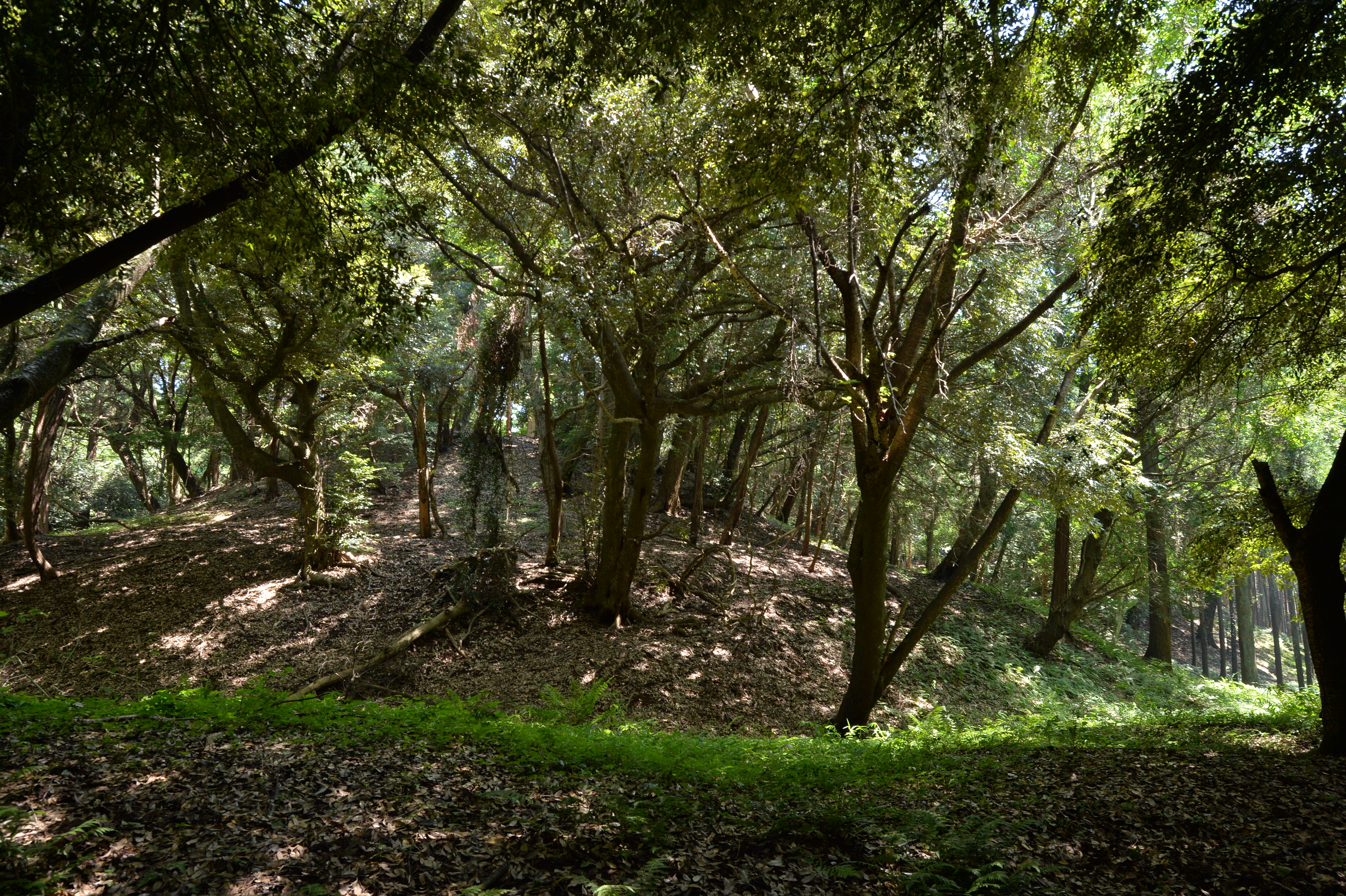
後円部の墳丘
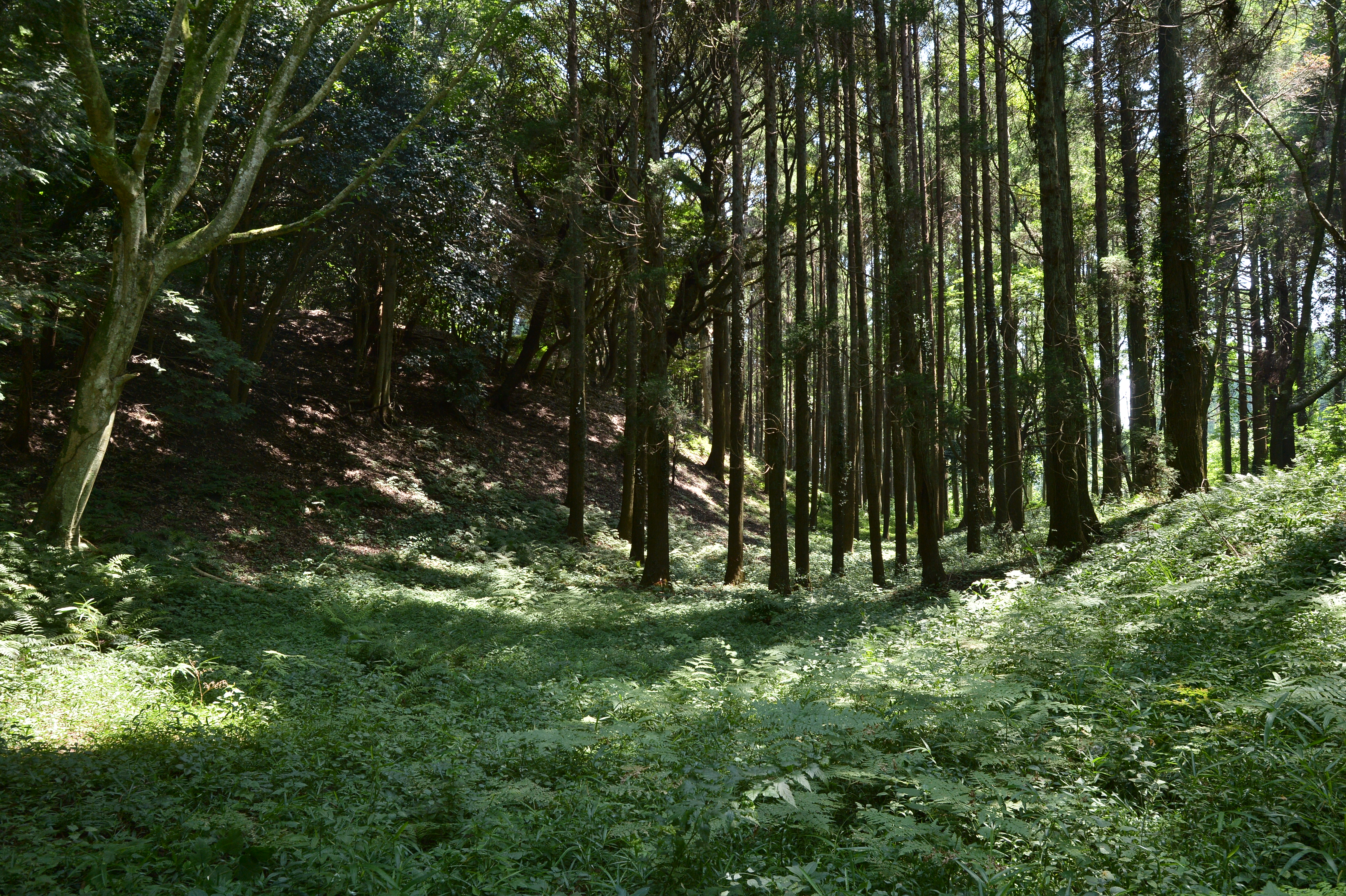
墳丘を廻る周溝、左奥は前方部
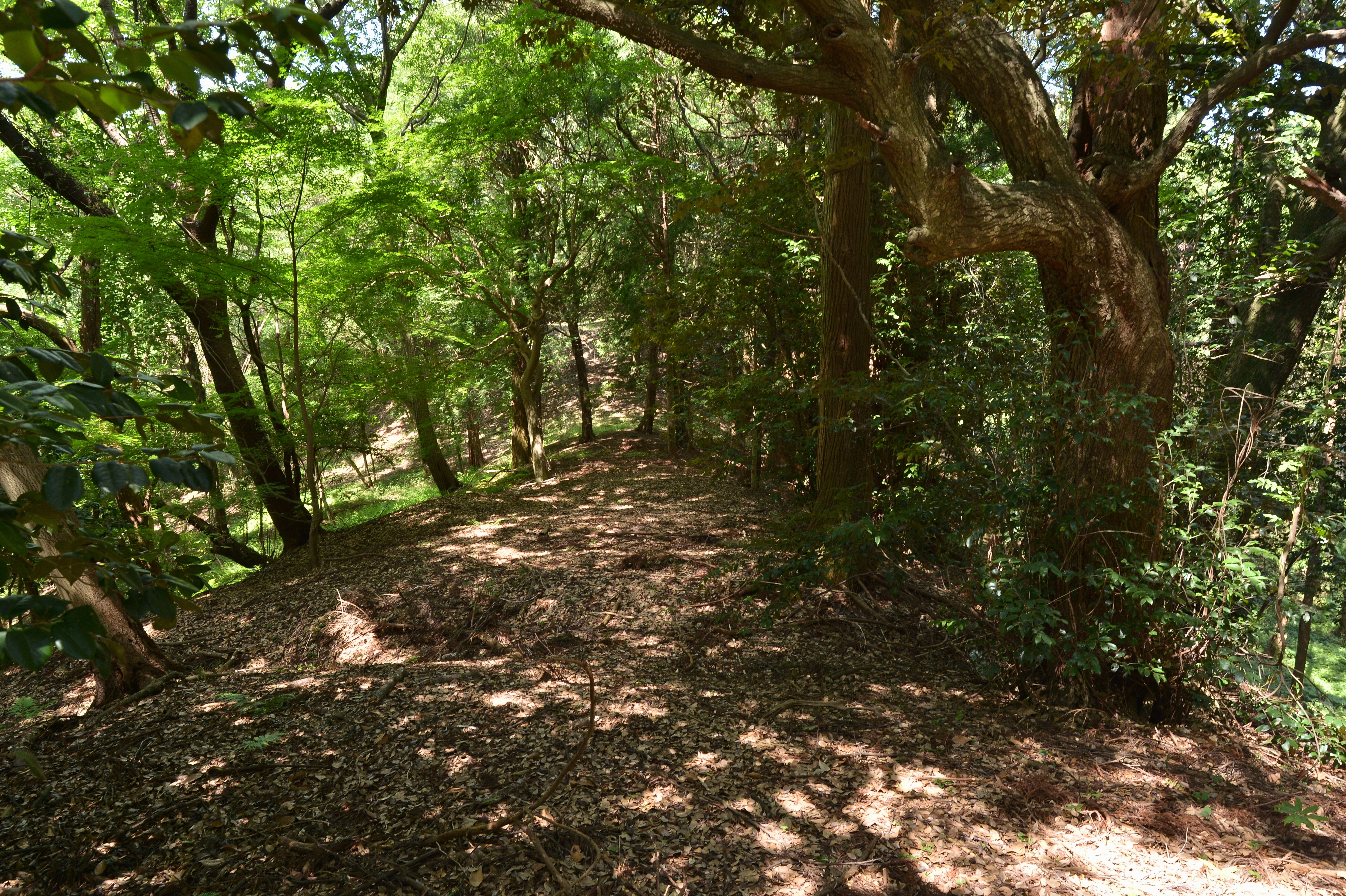
前方部の頂部から、正面奥は後円部
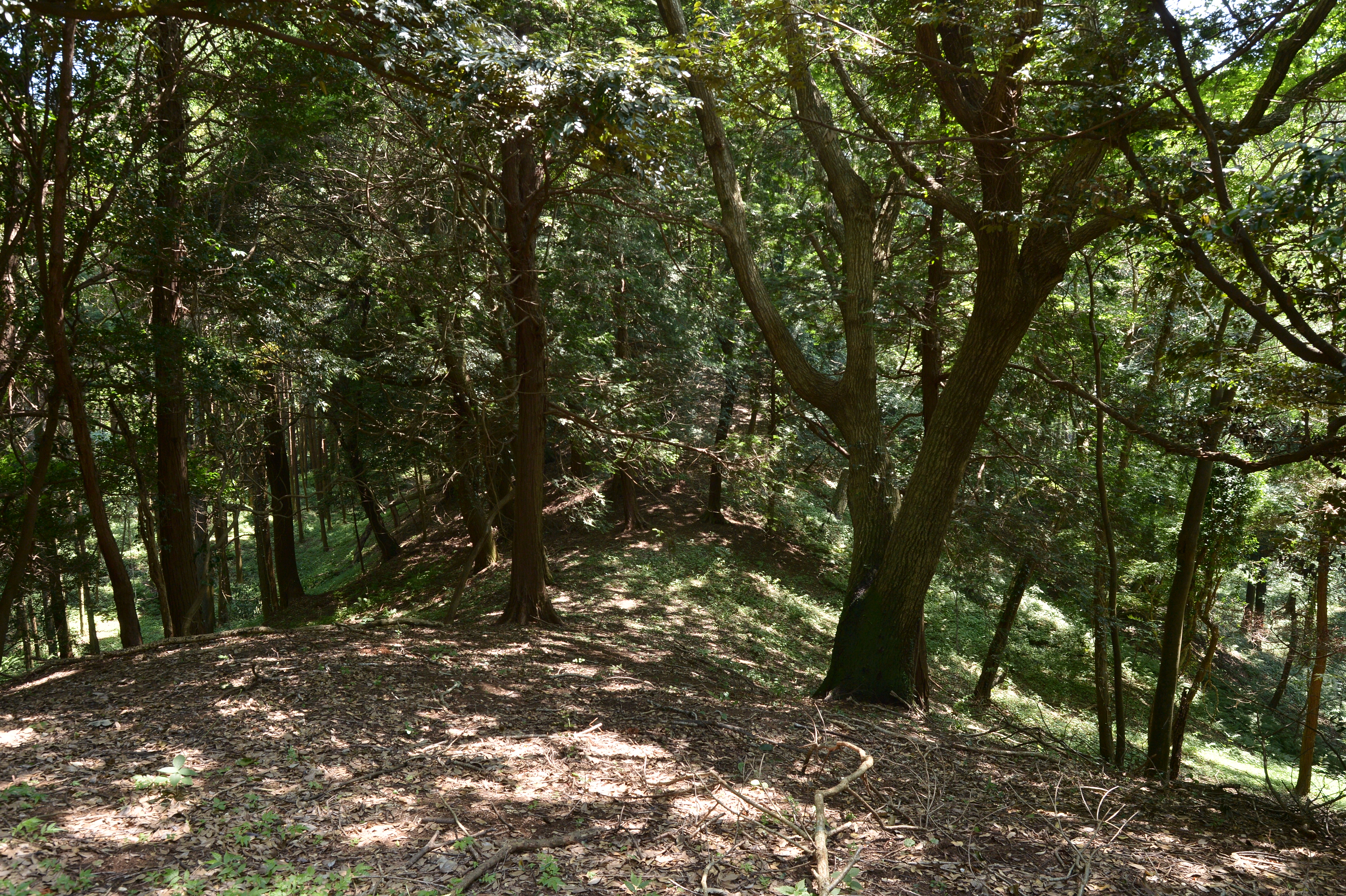
後円部の頂部から、正面奥は前方部
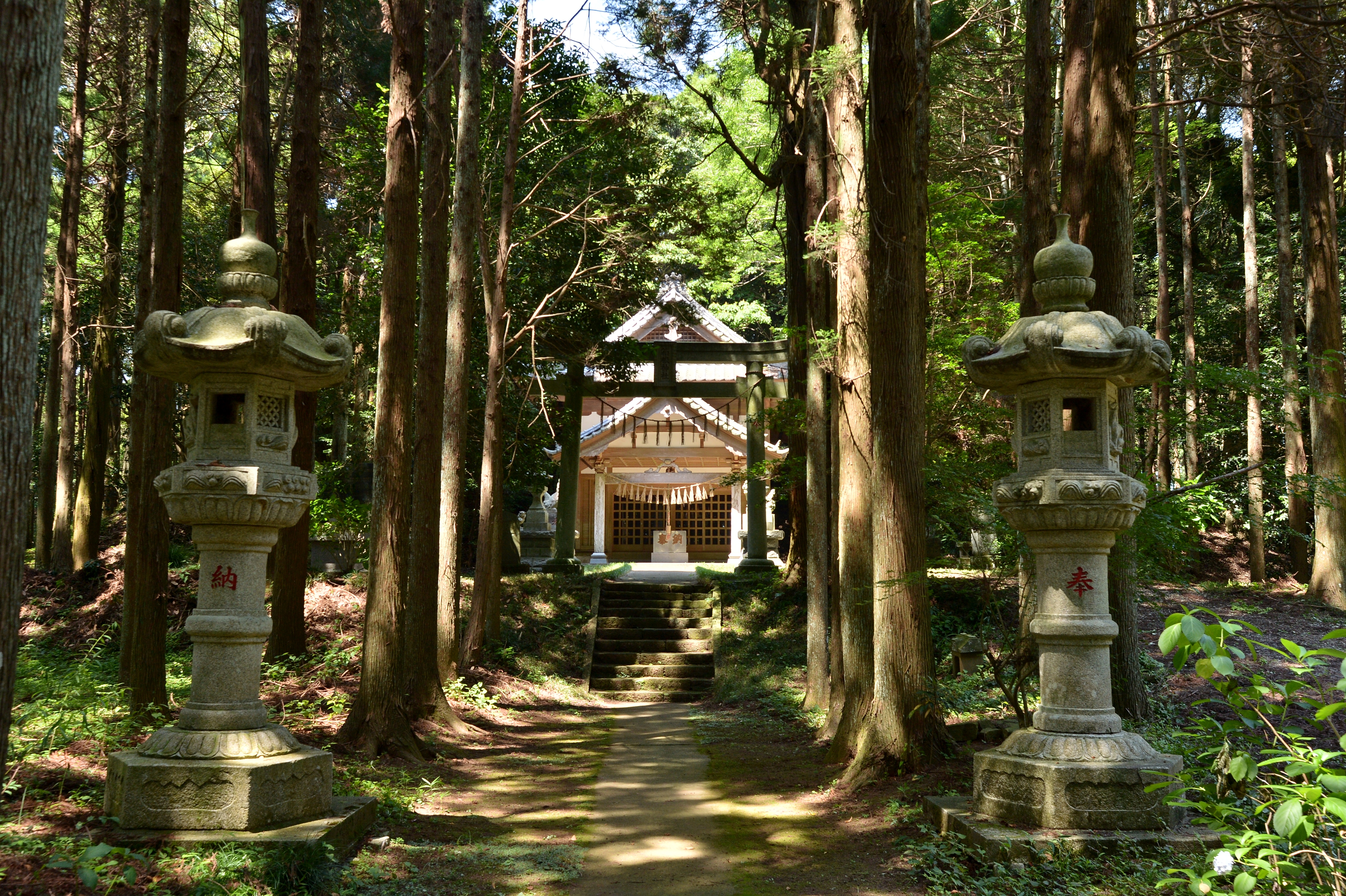
前方部の前に鎮座する箱根神社

## 周辺
山武市には多くの古墳があり、木戸川沿いにはこの大堤権現塚古墳を含み2基の前方後円墳と円墳7基が確認されている大堤古墳群の他、前方後円墳4基と円墳15基のある蕪木古墳群や、円墳としては千葉県最大の山室姫塚古墳など17基の円墳より成る大塚古墳群があり、市町境を越えた横芝光町中台には表情豊かな人物埴輪を出土したことで知られる芝山古墳群もある。
境川東岸には、4世紀後半頃の銅鏡4面が出土したことで知られる島戸境1号墳を有する島戸境古墳群や、豊富な馬具類を出土したカブト塚古墳を有する麻生新田古墳群、多数の埴輪を出土した経僧塚古墳を有する真行寺古墳群、この大堤権現塚古墳に続く最終段階の前方後円墳と考えられる胡麻手台16号墳を有する胡麻手台古墳群、あるいはその後の仏教寺院であり、武射郡を代表する古代寺院と考えられる真行寺廃寺跡などもある。また作田川東岸には、4世紀前半頃の重圏紋倭鏡が発見された北野遺跡があり、古墳時代終末期の1辺62メートルの方墳駄ノ塚古墳や墳丘長約90メートルの前方後円墳西ノ台古墳など、前方後円墳3基、円墳29基、方墳3基が存在した板附古墳群もある。

## 交通アクセス
- JR東日本総武本線松尾駅より徒歩15分。